# Avarisz

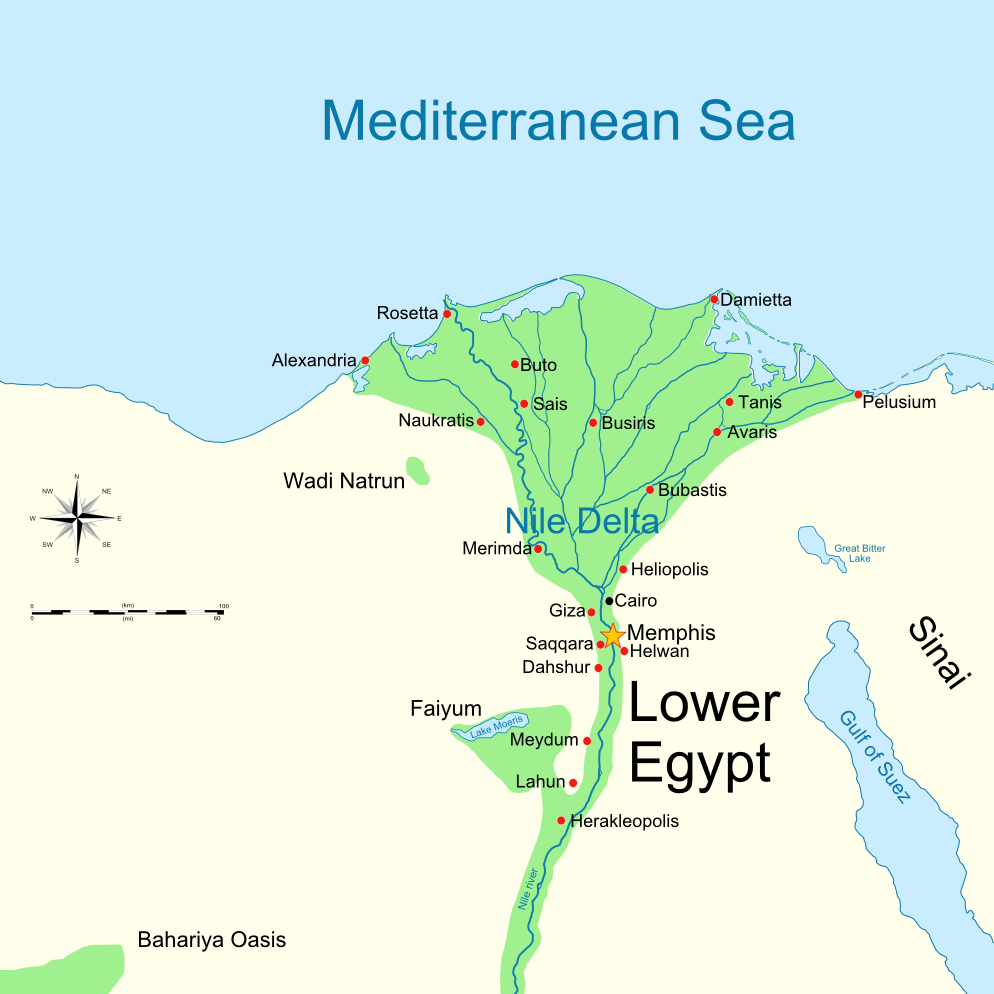
Alsó-Egyiptom az Ókorban

Avarisz (Hut-waret) ókori egyiptomi város volt a Nílus deltájának északkeleti részén. A második átmeneti korban az Egyiptomot megszálló hükszoszok fővárosa. A mai Tell-ed-Dabaával azonosították.

## A hükszoszok előtt
A középbirodalom kezdetén volt már itt egy nagy, sakktáblaszerűen elrendezett település. A házak körülbelül 27 m² alapterületüek voltak, s ez alapján arra lehet következtetni, hogy a társadalom alacsonyabb rétegei laktak e helyen, de csak rövid ideig. A Középbirodalom késői korszakában a korábbi településnek egészen a közelében helyezkedett el egy másik lakott hely, ahol egy templomot is emeltek. A XIII. dinasztia elején Észak-Palesztinából érkező bevándorlók telepedtek le ebben a városban, melynek következtében a város kereskedelmi központtá fejlődött. Az ásatások egy nagy, palotaszerű épületet tártak fel temetővel, továbbá számos lakókörzetet és egy temetőt. A városban volt egy nagy Széth-templom is.

## Amásodik átmeneti kor
A hükszoszok északnyugati, sémi eredetű népe i. e. 1720 körül tört be Egyiptomba, és megvetették lábukat a Nílus deltájában. A fallal körülvett várost Szalitisz hükszosz uralkodó építtette ki és tette birodalma központjává az i. e. 17. század második felében az egyiptomi és görög források szerint. A város főistenének az egyiptomiaktól átvett Széthet tették meg. Tell-ed-Dabaa területén ebből a korból egy palotakörzetet tártak fel. A palota egy emelvényre épült, s ennek az alapjai maradtak fenn.

## Azújbirodalom
I. e. 1550 körül a XVII. dinasztia thébai királyai foglalták el Avariszt, ami a hükszosz uralom végét jelentette. A város mégis egy jelentős centrum maradt. A XVIII. dinasztia kezdeti időszakában új palotákat emeltek a városban, melyeket részben minószi falfestményekkel díszítettek.
A ramesszida korban, az Egyiptomi újbirodalom idején, a II. Ramszesz által alapított új főváros, Per-Ramszesz déli része települt a romjaira. Mindenekelőtt a Széth-templomot építették tovább. I. Amaszisz uralkodása idején a város valószínűleg megsemmisült.

## Kutatások
1966 óta az Osztrák Régészeti Intézet munkatársa, Manfred Bietak vezeti az ásatásokat Tell el-Dabaában.